# 平澤計七
平澤 計七（ひらさわ けいしち、1889年7月14日 - 1923年9月3日）は、近代日本の劇作家・労働運動家である。日本のプロレタリア演劇の祖にして、生活協同組合及び労働金庫の設立の提言者でもある。関東大震災直後に、亀戸警察署に検束され労働運動家であったために他の活動家とともに虐殺された。妻の松は森竹次郎(森泰吉郎の父である磯次郎の義父)の次女。実子は、平澤綾子がいた。

## 略歴
若い頃、「潮態」あるいは「紫魂」の筆名を用いた。新潟県小千谷町（現・小千谷市）の出身。小学校を卒業すると、日本鉄道株式会社（現・JR東日本）大宮工場に就職した父に連れられて故郷を後にし、同工場付属職工養成所に入った。そこで3年間、近代的鍛冶工としての技術を身につけた。この間、文学に興味を持つようになり、『万朝報』や『文章世界』などに投書するようになった。
職工養成所を卒業後、3年間、大宮工場で働いたのち、鉄道院工作局新橋工場に移るが、間もなく兵役の義務が生じ、近衛歩兵第二聯隊に入営した。1912年春、一等兵で除隊、新設の浜松工場に移された。
新橋工場時代、小山内薫を訪ね、劇作の指導を受け、小山内の紹介で雑誌『歌舞伎』にゴーリキーの影響が見られる戯曲「夜行軍」を発表した。計七に感化された甥の山科正三良（計七の義姉である山科章（森竹次郎の長女）の息子）は、小山内の築地小劇場にて照明担当を務めた。
浜松時代、鈴木文治らの友愛会の運動を知り、そこに彼は労働者として生きる希望を見出し、上京して南葛飾郡大島（現・江東区大島）にあった東京スプリング製作所に就職すると、すぐに超人的な努力で6ヵ月後、400余名の職工を組織し、同会の大島分会を誕生させた。
他方、芸術も労働運動に随伴すべきであると主張、まず大島分会に「労働短歌会」を創立、また「民衆劇団」の旗揚げを視野に友愛会の機関誌『労働及産業』に劇作を投稿しはじめた。その一つである「工場法」は、3ヵ月後に施行されることになっていた工場法が一体どういうものなのかを具象的に明らかにした劇で、どんな抽象的な論説や解説よりも効果的であることが幹部たちに認められ、前記の組織力への評価ともあいまって、本部書記に抜擢された。
本部書記として機関誌『労働及産業』や『友愛婦人』を編集するとともに、関東出張所の書記も兼務し、東日本の労働争議の指導にも当たった。その後、野坂参三に代わって出版部長に任命されたが、実際運動への関与をやめたわけではなく、城東・亀戸・大島・鶴東の4支部からなる城東聯合会を組織し、代表に選ばれた。
城東聯合会はやがて独自の活動方法によって関東地方で最大最強を誇る労働組合組織となるが、友愛会の急進化をはかる本部の知識人グループによって、まず出版部長の席を奪われ、次に関東大会で労働争議を個人プレーで解決したとして脱会勧告決議案が出され、採択された。
1919年9月、悩み抜いた末、聯合会参加の300名とともに友愛会を脱し、「純労働者組合」を結成、代表に選ばれた。この活動のなかで平澤は新たな課題に挑戦した。まず運動の拠点として労働会館を作り、次に関東地方での消費協同組合の先駆となった「共働社」をはじめ、労働金庫、労働者のための夜学校「文化義塾」、「労働劇団」を立ち上げた。
1921年2月、3日間ながら大島町の寄席、五の橋館で自作の「労働劇」を上演した。それは舞台と観客の一体という演劇の理想を実現したものとして、観劇に訪れた小山内や土方与志らを感動させた。「労働劇団」は、その後の自立劇団の先駆となった。
1922年4月、日本における労働組合の統一組織となる筈だった「総聯合」の設立運動に積極的に加わり、関東地方の非総同盟系の鉄工組合を組織して機械労働組合聯合会を組織し、9月、大阪で開かれた創立大会に臨んだ。「総同盟」というのは大日本労働総同盟の略で、1919年夏、友愛会が本格的な労働組合として改組されたもの。しかし、大会は「中央集権」を唱える総同盟派と「自由聯合」を主張する無政府主義系とが激突、空中分解してしまった。
1923年1月、関東地方の非総同盟系の統一組織である「労働組合同盟会」の機関紙『労働週報』の編集常任に選ばれ、同紙を「総聯合」再建のメディアと位置づけ、1面を「自由討論欄」とし、「思想や意見の違いは議論で。一致できるところでの統一行動を」というルールを定着させようとした。それは次第に効果を発揮し、治安維持法の前身である「過激社会運動取締法案」が国会に上程された時には、思想や党派を超えた労働組合の全国規模の共闘組織が生まれ、東京だけでも1万に及ぶデモや集会が組織され、同法案を廃案に追い込んだ。
関東大震災の直後、1日から3日まで倒壊した友人の家の手伝いや夜警に出ていた。しかし、3日夜、多数の警官が来て連行された。身柄を拘束された亀戸署で習志野聯隊の兵士たちに引き渡され銃剣で刺殺された。いわゆる亀戸事件で、その社会主義的活動のために大杉栄らと同様、当時の日本の支配層ないし治安当局あるいは軍部にとって「危険な人物」と思われていた結果ともいえる。平澤は刺殺される時、「ここを突け」と額を指さしたが、腹部を刺され、「労働者万歳！」と叫んで死に就いたという。一説には、生きたまま首を切られたともいう。この事件では、彼と共に労働者1名、他に南葛労働会の川合義虎他７名の労働者も殺害されている。
平澤の友人の八島京一は、４日朝に顔なじみの警官が荷車で石油と薪を運ぶところに遭い、「殺した人間を焼きに行く」「昨夜は人殺しで徹夜させられた」「320人も殺した･･･中には七、八人の社会主義者も入っている」と語るのを聞いている。亀戸署管内は中国人労務者の多かった地域で、自由法曹団の調査に応じた八島京一は、付近の大島町八丁目で中国人・朝鮮人200～300人の虐殺された死体を実際にみたことも証言、ここで八島は平沢の靴を発見し、平沢らが殺されたことを確信したという。

## 文学者としての評価
作家あるいは劇作家としては、1919年6月、それまでに労働運動の機関紙誌に発表した小説や戯曲を集めて『創作 労働問題』（海外植民学校出版部）を出している。序文で彼は「『労働問題』に現れた労働者は哀れで悲惨で無智なものが多い。彼が熱望してゐるやうな巨人は、其強い意志のカケラさへ現して呉れぬ」と書いているが、同書所収の戯曲「一人と千三百人」は労働争議が団体交渉まで真正面から描き出した、日本文学における最初の作品だといわれている。

## 著作
- 創作 労働問題 海外植民学校出版部 1919年6月／復刻版・不二出版 2003年10月

以下は没後
- 一つの先駆 玄文社 1924年3月（遺稿集）
- 創作 一人と千三百人 昭文堂 1926年4月（『創作 労働問題』の改題再版）
- 平澤計七集 小田切秀雄・西田勝編 青木文庫 1955年8月（日本プロレタリア文学体系より）
- 一人と千三百人 西田勝編 演劇集団未踏 1977年8月
- 平澤計七作品集 大和田茂・藤田富士男編 論創社 2003年1月
- 一人と千三百人／二人の中尉　平沢計七先駆作品集 講談社文芸文庫 2020年